# إسكندر غانم
العماد إسكندر غانم (1911 - 2005)، قائد الجيش اللبناني بين 25 يوليو 1971 و 9 سبتمبر 1975. عين في مايو 1975 وزيراً للدفاع والموارد المائية والكهربائية في الحكومة العسكرية لنور الدين الرفاعي. تزوج من لوريس خوري وأنجبا ثلاثة أولاد منهم روبير عضو المجلس النيابي.
عين وزيرا للدفاع الوطني ووزيرا للموارد المائية والكهربائية بالفترة من 23 أيار 1975 حتى 1 تموز 1975 وذلك بحكومة الرئيس نور الدين الرفاعي في عهد الرئيس سليمان فرنجية.